# گرند هاستل رکوردز
گرند هاستل رکوردز (انگلیسی: Grand Hustle Records) شرکت نشر موسیقی آمریکایی است، که در سال ۲۰۰۳ توسط تی.آی. تأسیس شد.